# Sputnik (3)
Sputnik (3) (auch bekannt als D1-1) war ein sowjetischer Forschungssatellit aus der Sputnik-Serie. Er sollte der bisher komplexeste seiner Zeit werden, er ging jedoch bei einem Fehlstart verloren. Er sollte ursprünglich Sputnik 3 heißen, jedoch nannten ihn die Sowjets wegen des Fehlschlags um.

## Technik
Mit 1327 kg war er zum Startzeitpunkt der schwerste gestartete Satellit. Da er für die Sputnik-Trägerraketenversion 8K71PS, mit der Sputnik 1 und Sputnik 2 gestartet worden waren, zu schwer war, entwickelte OKB 1, der Lieferer der Sputnik-Rakete, eine neue Version, die Sputnik 8A91. Die 8A91 war eine Übergangskonstruktion zwischen dem ersten Testmodell der R-7 (8K71) und der operativen R-7A (8K74). Verbesserungen in den Herstellungsprozessen wurden verwendet, um die Dicke der Schwallwände in den Treibstofftanks zu drosseln und damit das Gewicht zu verringern. Die Triebwerke waren etwas leistungsstärker und die Massenänderungen führten zu Änderungen des Flugplans – die vier seitlichen Booster vor dem Abwurf um 25 % gedrosselt. Sputnik (3) bestand aus einem konischen Druckkörper. Die Lebenszeit wurde auf ca. 1 Monat geschätzt, da er mit Batterien betrieben wurde. Es gab keine Stabilisierungssysteme. Ein Kassettenrekorder zeichnete die Daten auf und ermöglichte die Wiedergabe von Daten aus Teilen der Umlaufbahn außerhalb der Reichweite von Bodenstationen. Zu den wissenschaftlichen Instrumenten gehörten ein Magnetometer und ein Feldmühlenelektrometer zur Messung von Feldern im Weltraum, vier Weltraumstrahlungsdetektoren zur Untersuchung der kosmischen und solaren Teilchenstrahlung, ein Massenspektrometer und zwei Druckmesser zur Analyse der verdünnten äußeren Atmosphäre, eine Ionenfalle zur Messung von Plasma und ein piezoelektrisches Mikrofon zum Zählen von Mikrometeoritenschlägen. An Bord befand sich auch eine experimentelle Solarbatterie, die einen der Sender mit Strom versorgte.

## Missionsverlauf
Sputnik (3) sollte eigentlich der erste künstliche Satellit der Welt werden, doch wegen Verzögerungen in der Produktion wurde kurzerhand ein kleinerer Testsatellit, Sputnik 1, gestartet. Der Start des Sputnik (3) war ursprünglich für den 20. April 1958 geplant, wurde jedoch auf Grund technischer Verzögerungen um eine Woche auf den 27. April verschoben. An diesem Tag hob die Sputnik-Trägerrakete mit Sputnik (3) an Bord vom Kosmodrom Baikonur ab. Es wurde ein niedriger Erdorbit (LEO) angesteuert. In der ersten Minute verlief alles nach Plan, doch nach etwa 90 Sekunden Flug löste sich ein Booster und prallte in die Kernstufe. Dadurch stürzte die Rakete aus einer Höhe von 224 km ab. Techniker, die den Flugverlauf beobachteten, bemerkten die Änderung des Flugbahnwinkels in negative Zahlen, gefolgt von einem vollständigen Signalverlust. Die letzten empfangenen Daten zeigten an, dass die Rakete bei Signalverlust 227 Kilometer weit geflogen war. Später ausgewertete Telemetriedaten ergaben, dass starke Vibrationen, die durch den damals noch nicht bekannten Pogo-Effekt entstanden waren, den Booster bei T +90 Sekunden bis zum Strukturversagen sieben Sekunden später beanspruchten. Ein Suchtrupp lokalisierte den Aufprallort. Der Satellit hatte sich von der Trägerrakete getrennt und wurde in der Nähe der Absturzstelle weitgehend unversehrt geborgen. Es wurde zur Reparatur nach  Baikonur zurückgebracht, jedoch hatte ein durch einen Kurzschluss hervorgerufes Feuer im Elektroniksegment den Innenteil zerstört. Es wurde beschlossen, ihn nicht wiederzuverwenden und einen Ersatzsatelliten, Sputnik 3, zu bauen, dessen Start schließlich am 15. Mai 1958 gelang.